# Art logiciel
L'art logiciel (software art), champ de l'art numérique, consiste à concevoir et proposer des logiciels comme forme artistique. Le fait de proposer des outils en tant qu'œuvre peut être motivé par plusieurs raisons : l'envie de créer et de proposer un logiciel original qui puisse être la source d'autres œuvres (ou d'« œuvres dans l'œuvre ») ou encore le détournement de logiciels existants.
La diffusion de ces œuvres est problématique car son public est plutôt « utilisateur » que spectateur ou visiteur, comme c'est habituellement le cas dans les cadres de diffusion « classiques » d'œuvres d'art (musées, expositions…). C'est pourquoi elles sont souvent diffusées sur internet (de manière à pouvoir être utilisées directement en ligne ou téléchargées) et sont (souvent à tort) assimilées à l'art en ligne.

## Art programmatique
L'art logiciel existe aussi sans support matériel informatique, soit en un programme à exécuter. Comme .walk par Socialfiction, qui indique aux participants la manière dont ils doivent marcher et interagir :
```
 
Repeat { 

 
1 st  street left

 
2 nd street right

 
X      street left

 
When 2 programs meet {

 
Exchange E  

 
...
```

Cette proposition formalise à travers le code la pratique de la dérive psychogéographique des situationnistes.
En fixant des règles préalables à la construction des œuvres, François Morellet, Olga Kisseleva et Claude Rutault sont très représentatifs de l'art programmatique.